# Світ червоного сонця
«Світ черво́ного со́нця» (англ. The World of the Red Sun) — науково-фантастичне оповідання Кліффорда Сімака, перший опублікований літературний твір письменника. Надрукований у журналі «Wonder Stories» Х'юго Ґернсбеком в грудні 1931 року.

## Сюжет
Двоє вчених з м. Денвер Харл Свенсон та Білл Кресман створили машину часу і з 1935 року вирушили в майбутнє. Під час подорожі у них ламається лічильник часу і замість кількох тисяч вони потрапляють на кілька мільйонів років уперед.
Дослідників зустрічають руїни міста, червоне сонце на небі та орда дикунів. Після запеклої боротьби і стрілянини Харл і Білл потрапляють у полон. Там вчені з 20-го ст. від старигана, що розносить їжу, дізнаються, що їм доведеться змагатися на арені з Голаном-Кіртом. Старий пояснює в'язням, що це «той, що прибув із космосу» та тримає світ у Злі, Ненависті та Страху завдяки силі навіювання. Але він не безсмертний, потрібно лише ослабити його вплив на свідомість і вбити зі зброї. Після цього стариган помирає.
На арену прибувають дедалі нові й нові люди, між головними героями та Голан-Кіртом зав'язується невидима боротьба, адже останній не з'являється в тілесній подобі, а лише навіює Біллу та Харлу образи, які неминуче мають вести їх до загибелі. Дослідники щосили опираються і зрештою кидають виклик Голан-Кірту, змушуючи його показати себе.
У повітрі завис величезний мозок — Харл розкриває істинне походження збоченого тирана, який насправді колись був божевільним вченим. Він кричить з надією, що глядачі нарешті зрозуміють істинну суть Голан-Кірта. Раптово Білл починає сміятися. Харл розуміє задум друга і підтримує його. Сміх підхоплюють глядачі на арені — противник слабне. Револьвери блиснули в повітрі і Голан-Кірт падає мертвий.
Вчені збираються додому. Ангар Ноул переконує їх, що подорожі в часі назад неможливі і просить залишитися, щоб поділитися з людьми майбутнього знаннями, втраченими за роки тиранії Голан-Кірта. Герої все ж вирушають. Дорогою в них ламається двигун і вони приземляються через кілька тисяч років на арені, де стоїть статуя, що зображує їх. На ній напис:

«Ці люди, Карл Свенсон і Білл Кресман, прийшли із часу, щоб знищити Голан-Кірта та звільнити рід людський. Вони можуть повернутися».

Чоловіки з жахом розуміють, що всі люди майбутнього загинули, а вони залишилися самі в кінці світу.

## Ідея
Перемога Харла і Білла над Голан-Кіртом — тріумф доброчесного двадцятого століття над гнітючим майбутнім. Щоб перемогти контролюючу силу думки Голан-Кірта, вони вдаються до своєї людяності, до своїх емоцій. Звичайний сміх, який був забутий нащадками, знищує тирана
.

«Він нарешті переможений, переможений прибульцями з давно забутої епохи. Він зазнав поразки від зброї, якої не знав і про яку не здогадувався — від насмішки»

## Головні герої
1. Білл Кресман — вчений, винахідник машини часу, мандрівник у часі. Під час сутички з Голан-Кіртом перший зрозумів, що послабити силу егоїстичної натури «супер-мозку» можуть кепкування та сміх.
2. Харл Свенсон — швед, вчений, винахідник машини часу, мандрівник у часі. Разом з Біллом на арені здолали тирана Голана-Кірта.
3. Голан-Кірт — велетенський мозок, що захопив владу на Землі майбутнього і тримає людство у Страху та Ненависті за допомогою тиранії і вбивств. Володіє телепатичними здібностями і з їх допомогою впливає на свідомість людей. Знищений дослідниками з 20-го ст. Біллом та Харлом.
4. Стариган — старий, що розносить їжу в'язням. Розповів вченим про силу Голана-Кірта і як його здолати. Вбитий останнім.
5. Агнар Ноул — старий, що переконував Білла та Харла залишитися в їхньому часі й допомогти розвинути науку, що була в застої через тиранію Голана-Кірта.